# Thysanomitrion wainioi
Thysanomitrion wainioi là một loài rêu trong họ Dicranaceae. Loài này được Broth. ex Müll. Hal. mô tả khoa học đầu tiên năm 1900.